# Steve Goodman

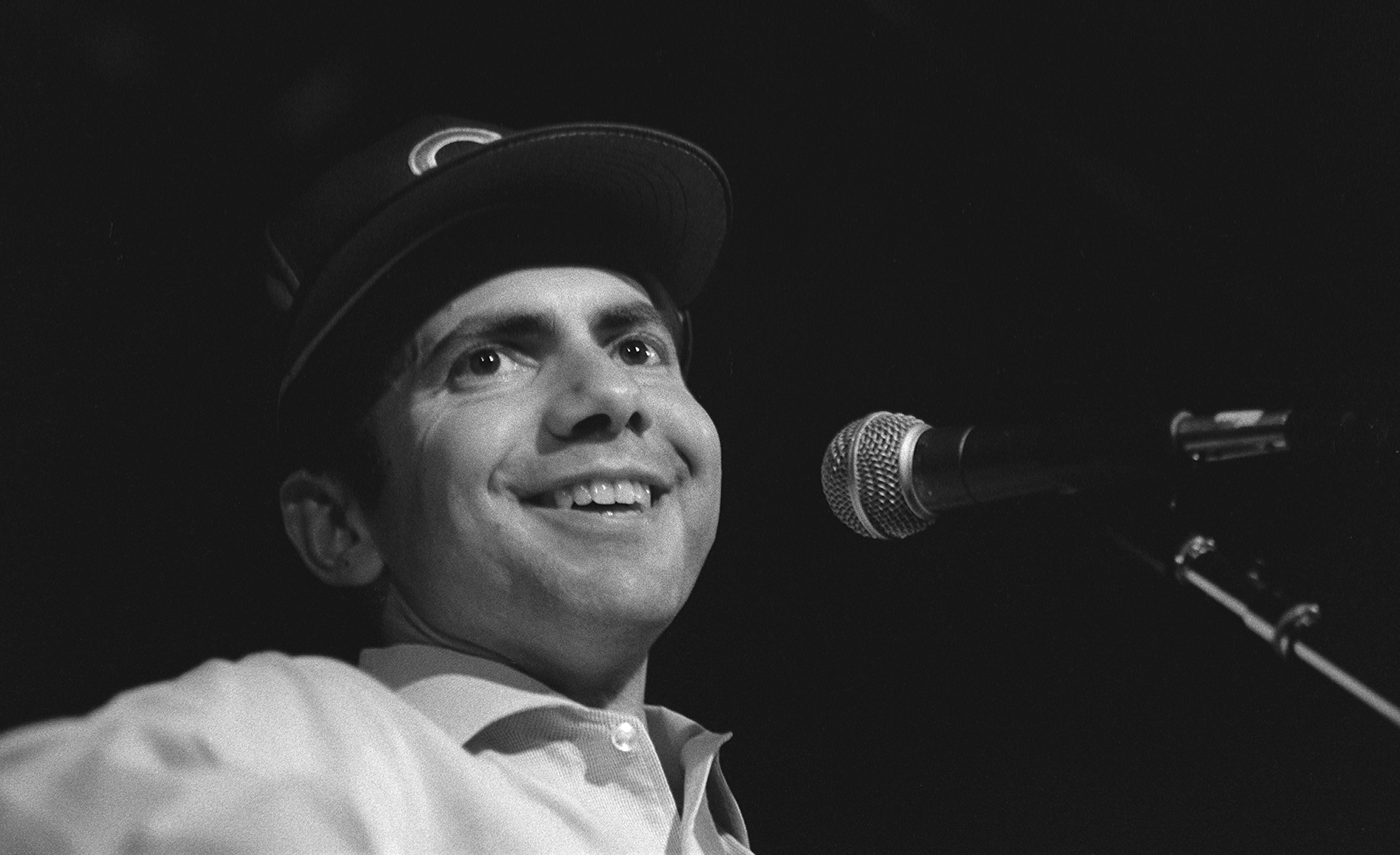
Steve Goodman 1983

Steven Benjamin „Steve“ Goodman (* 25. Juli 1948 in Chicago; † 20. September 1984 in Seattle) war ein US-amerikanischer Sänger und Komponist der Folkmusik.
Sein größter Erfolg war das Lied City of New Orleans. Zwar nicht in seiner Interpretation von 1971, aber vom Sänger Arlo Guthrie gesungen, erreichte das Lied Platz 18 der US-Charts im Jahr 1972. Anschließend war es ein beliebter Coversong vieler bekannter Musiker und Interpreten. Die bekannteste deutsche Interpretation ist Wann wird’s mal wieder richtig Sommer? Zu seinen Lebzeiten erschienen zehn Musikalben, postum folgten zwei Produktionen und drei Livemitschnitte von Konzerten.
Steve Goodman erkrankte mit 20 Jahren an Leukämie, woran er 1984 im Alter von 36 Jahren starb.

## Diskographie

### Alben
| Jahr | Titel                             | Label       | Nummer   | Anmerkungen                                                                             |
| 1970 | Gathering at the Earl of Old Town | Dunwich     | 670      | Diverse Interpreten u. a. Goodman, Jim Post, Ed Holstein, Fred Holstein, Ginni Clemmens |
| 1971 | Steve Goodman                     | Buddah      | BDS-5096 |                                                                                         |
| 1972 | Somebody Else's Troubles          | Buddah      | BDS-5121 |                                                                                         |
| 1975 | Jessie's Jig and Other Favorites  | Asylum      | 7E-1037  |                                                                                         |
| 1976 | Words We Can Dance To             | Asylum      | 7E-1061  |                                                                                         |
| 1977 | Say It in Private                 | Asylum      | 7E-1118  |                                                                                         |
| 1979 | High and Outside                  | Asylum      | 6E-174   |                                                                                         |
| 1980 | Hot Spot                          | Asylum      | 6E-297   |                                                                                         |
| 1983 | Artistic Hair                     | Red Pajamas | RPJ-001  | Live                                                                                    |
| 1984 | Affordable Art                    | Red Pajamas | RPJ-002  |                                                                                         |
| 1984 | Santa Ana Winds                   | Red Pajamas | RPJ-003  | First posthumous release                                                                |
| 1987 | Unfinished Business               | Red Pajamas | RPJ-005  | Second posthumous release, Grammy award                                                 |
| 1996 | The Easter Tapes                  | Red Pajamas | RPJ-009  | 18 live cuts from WNEW-FM 1970's broadcasts, liner notes by host Vin Scelsa             |
| 2000 | Live Wire                         | Red Pajamas | RPJ-015  | Live at Bayou Theater, early 1980s                                                      |
| 2006 | Live at the Earl of Old Town      | Red Pajamas | RPJ-017  | Live, August 1978                                                                       |
| 2013 | Don't Blame Me                    | Red Pajamas | RPJ-019  | Live, April 1, 1973, Chicago                                                            |
| 2020 | Live '69                          | Omnivore    | OV-369   | Live, November 10, 1969, University of Illinois, Champaign, IL                          |

### Zusammenstellungen
| Jahr | Titel                                         | Label                  | Nummer     | Anmerkungen                                                                    |
| 1976 | The Essential Steve Goodman                   | Buddah                 | BDS-5665-2 | 2 LP compilation, 20 cuts from Steve Goodman and Somebody Else's Troubles      |
| 1988 | The Best of the Asylum Years, Volume One      | Red Pajamas            | RPJ-006    | Compilation                                                                    |
| 1988 | The Best of the Asylum Years, Volume Two      | Red Pajamas            | RPJ-007    | Compilation                                                                    |
| 1989 | City of New Orleans                           | Pair Records (Buddha)  | PCD-2-1233 | Single CD compilation, 19 cuts from Steve Goodman and Somebody Else's Troubles |
| 1989 | The Original Steve Goodman                    | Special Music (Buddha) | SCD-4923   | Compilation, 8 cuts from Steve Goodman and Somebody Else's Troubles            |
| 1994 | No Big Surprise – The Steve Goodman Anthology | Red Pajamas            | RPJ-008    | 2 CD compilation (1 studio, 1 live)                                            |
| 2008 | The Baseball Singles                          | Red Pajamas            | RPJ-018    | Compilation EP with 4 baseball-themed cuts                                     |

### Videos
| Jahr | Titel                                       | Label       | Nummer  | Format   | Anmerkungen                                                              |
| 2003 | Steve Goodman: Live From Austin City Limits | Red Pajamas | RPJ-500 | VHS, DVD | 1977 & 1982 live shows with John Prine and Jethro Burns, plus interviews |

## Auszeichnungen
- Grammy Awards 1985 – posthume Auszeichnung von City of New Orleans als bester Countrysong in der Interpretation von Willie Nelson
- Grammy Awards 1988 – posthume Auszeichnung für das Album Unfinished Business als beste zeitgenössische Folk-Aufnahme